# Saint-Cassin
Saint-Cassin település Franciaországban, Savoie megyében. Lakosainak száma 1009 fő (2022. január 1.). Saint-Cassin Cognin, Vimines, Saint-Thibaud-de-Couz, Entremont-le-Vieux és Montagnole községekkel határos.

## Népesség
A település népessége az elmúlt években az alábbi módon változott:
| Lakosok száma | 743  | 790  | 834  | 838  | 848  | 905  | 936  | 973  | 1009 |
|               | 2013 | 2015 | 2016 | 2017 | 2018 | 2019 | 2020 | 2021 | 2022 |